# Deltanitrogen
El deltanitrogen és un mineral de la classe dels elements natius. Rep el nom del prèviament conegut material sintètic, per la composició i l'estructura: un al·lòtrop del nitrogen.

## Característiques
El deltanitrogen és un mineral de fórmula química N, o δN. Va ser aprovada com a espècie vàlida per l'Associació Mineralògica Internacional l'any 2022, i encara resta pendent de publicació. Es tracta del primer al·lòtrop cristal·lí del nitrogen que es troba de manera natural. Cristal·litza en el sistema ortoròmbic.
L'exemplar que va servir per a determinar l'espècie, el que es coneix com a material tipus, es troba conservat a les col·leccions mineralògiques del departament d'història natural del Museu Reial d'Ontario, a Ontario (Canadà), amb el número de catàleg: m59805.

## Formació i jaciments
Va ser descoberta al riu São Luis, al seu pas per la loclaitat de Juína (Mato Grosso, Brasil), on es va trobar en forma d'inclusions en diamants al·luvials.